# Swiss Ice Hockey Games 2022
Swiss Ice Hockey Games 2022 se konaly od 15. do 18. prosince 2022 ve Fribourgu. Turnaje se zúčastnily reprezentace Česka, Švýcarska, Finska a Švédska. Pět utkání se odehrálo v BCF Aréně, ve Fribourgu. Zápas mezi Finskem a Českem v Helsinki Ice Hall v Helsinkách.

## Zápasy
| 15. prosince 2022 17:30 | Finsko | 2 : 3 (0:2, 0:0, 2:1) | Česko | Helsinki Ice Hall, Helsinky Návštěvnost: 4 358 |  |

| Zpráva | |                     | |                                                                          |
| Lassi Lehtinen | Lassi Lehtinen | Brankáři            | Šimon Hrubec | Rozhodčí: Tobias Björk Mikael Holm Čároví: Luka Mäkinen Lauri Nikulainen |
| Elmeri Eronen (Miika Koivisto, Arttu Ruotsalainen) 49:33' Joonas Kemppainen (Sami Lepistö, Teemu Hartiksinen) 58:31' | Elmeri Eronen (Miika Koivisto, Arttu Ruotsalainen) 49:33' Joonas Kemppainen (Sami Lepistö, Teemu Hartiksinen) 58:31' | 0:1 0:2 1:2 1:3 2:3 | 03:09' Matěj Stránský (Filip Chlapík, Michael Špaček) 05:15' Ondřej Beránek (Jiří Černoch, Martin Jandus) 57:05' David Tomášek (Jan Košťálek, Michael Špaček) | Rozhodčí: Tobias Björk Mikael Holm Čároví: Luka Mäkinen Lauri Nikulainen |
| 6 min | 6 min | Tresty              | 8 min | Rozhodčí: Tobias Björk Mikael Holm Čároví: Luka Mäkinen Lauri Nikulainen |
| 32 | 32 | Střely              | 15 | Rozhodčí: Tobias Björk Mikael Holm Čároví: Luka Mäkinen Lauri Nikulainen |

| 15. prosince 2022 20:15 | Švédsko | 3 : 2 PP (0:0, 2:1, 0:1 — 1:0) | Švýcarsko | BCF Arena, Fribourg Návštěvnost: 3 245 |  |

| Zpráva                                                                                                   | |                     |                                                          |                                                                       |
| Marcus Högberg                                                                                           | Marcus Högberg                                                                                           | Brankáři            | Ludovic Waeber                                           | Rozhodčí: Anssi Salonen Joonas Kova Čároví: Eric Cattaneo Dario Fuchs |
| Jacob de la Rose (Klas Dahlbeck) 27:23' Jesper Olofsson 37:50' Marcus Sorensen (Jacob de la Rose) 63:05' | Jacob de la Rose (Klas Dahlbeck) 27:23' Jesper Olofsson 37:50' Marcus Sorensen (Jacob de la Rose) 63:05' | 1:0 1:1 2:1 2:2 3:2 | 33:10' Damien Rat 59:16' Dean Kukan (Christoph Bertschy) | Rozhodčí: Anssi Salonen Joonas Kova Čároví: Eric Cattaneo Dario Fuchs |
| 4 min | 4 min | Tresty              | 2 min                                                    | Rozhodčí: Anssi Salonen Joonas Kova Čároví: Eric Cattaneo Dario Fuchs |
| 28 | 28 | Střely              | 46                                                       | Rozhodčí: Anssi Salonen Joonas Kova Čároví: Eric Cattaneo Dario Fuchs |

| 17. prosince 2022 13:30 | Finsko | 3 : 4 SN (0:0, 1:2, 2:1 — 0:0 — 0:1) | Švédsko | BCF Arena, Fribourg Návštěvnost: 2 685 |  |

| Zpráva | |                                                            | |                                                                               |
| Lassi Lehtinen | Lassi Lehtinen | Brankáři                                                   | Anders Lindbäck | Rozhodčí: Mark Lemelin Michael Tscherrig Čároví: Eric Cattaneo Zach Steenstra |
| Mikael Ruohomaa (Sami Niku, Harri Pesonen) 27:06' Joona Ikonen (Joonas Kemppainen, Eemeli Suomi) 40:56' Markus Granlund (Mikael Ruohomaa, Teemu Hartikainen) 42:52' Markus Granlund Joona Ikonen Teemu Hartikainen Harri Pesonen Janne Kuokkanen Eemeli Suomi | Mikael Ruohomaa (Sami Niku, Harri Pesonen) 27:06' Joona Ikonen (Joonas Kemppainen, Eemeli Suomi) 40:56' Markus Granlund (Mikael Ruohomaa, Teemu Hartikainen) 42:52' Markus Granlund Joona Ikonen Teemu Hartikainen Harri Pesonen Janne Kuokkanen Eemeli Suomi | 0:1 1:1 1:2 2:2 3:2 3:3 Samostatné nájezdy 0:0 0:1 1:1 1:2 | 24:03' Marcus Sörensen (Martin Lundberg) 34:20' Emil Heineman (Oscar Lindberg) 45:23' Jesper Olofsson Leon Bristedt Henrik Tömmernes Victor Ejdsell Lucas Wallmark Jesper Olofsson Marcus Sörensen | Rozhodčí: Mark Lemelin Michael Tscherrig Čároví: Eric Cattaneo Zach Steenstra |
| 10 min | 10 min | Tresty                                                     | 6 min | Rozhodčí: Mark Lemelin Michael Tscherrig Čároví: Eric Cattaneo Zach Steenstra |
| 29 | 29 | Střely                                                     | 46 | Rozhodčí: Mark Lemelin Michael Tscherrig Čároví: Eric Cattaneo Zach Steenstra |

| 17. prosince 2022 20:15 | Švýcarsko | 1 : 2 (0:0, 0:0, 1:2) | Česko | BCF Arena, Fribourg Návštěvnost: 3 578 |  |

| Zpráva                                            |                                                   |             |                                                                                    |                                                                         |
| Connor Hughes                                     | Connor Hughes                                     | Brankáři    | Marek Langhamer                                                                    | Rozhodčí: Anssi Salonen Joonas Kova Čároví: Dominik Altmann Thomas Wolf |
| Enzo Corvi (Gaëtan Haas, Simon Le Coultre) 56:12' | Enzo Corvi (Gaëtan Haas, Simon Le Coultre) 56:12' | 0:1 0:2 1:2 | 49:15' Jan Košťálek (Jakub Flek) 54:02' Jiří Smejkal (David Němeček, Petr Kodýtek) | Rozhodčí: Anssi Salonen Joonas Kova Čároví: Dominik Altmann Thomas Wolf |
| 6 min                                             | 6 min                                             | Tresty      | 10 min                                                                             | Rozhodčí: Anssi Salonen Joonas Kova Čároví: Dominik Altmann Thomas Wolf |
| 46                                                | 46                                                | Střely      | 20                                                                                 | Rozhodčí: Anssi Salonen Joonas Kova Čároví: Dominik Altmann Thomas Wolf |

| 18. prosince 2022 13:00 | Švýcarsko | 1 : 4 (1:0, 0:3, 0:1) | Finsko | BCF Arena, Fribourg Návštěvnost: 4 489 |  |

| Zpráva                               |                                      |                     | |                                                                        |
| Gauthier Descloux                    | Gauthier Descloux                    | Brankáři            | Emil Larmi | Rozhodčí: Adam Kika Daniel Pražák Čároví: Oliver Obwegeser Dario Fuchs |
| Lukas Frick (Vincent Praplan) 15:39' | Lukas Frick (Vincent Praplan) 15:39' | 1:0 1:1 1:2 1:3 1:4 | 20:16' Markus Granlund (Miro Aaltonen) 26:55' Teemu Hartikainen (Miro Aaltonen, Markus Granlund) 39:24' Arttu Ruotsalainen (Toni Rajala, Julius Honka) 40:30' Markus Granlund (Teemu Hartikainen) | Rozhodčí: Adam Kika Daniel Pražák Čároví: Oliver Obwegeser Dario Fuchs |
| 6 min                                | 6 min                                | Tresty              | 6 min | Rozhodčí: Adam Kika Daniel Pražák Čároví: Oliver Obwegeser Dario Fuchs |
| 43                                   | 43                                   | Střely              | 26 | Rozhodčí: Adam Kika Daniel Pražák Čároví: Oliver Obwegeser Dario Fuchs |

| 18. prosince 2022 16:30 | Česko | 0 : 4 (0:1, 0:2, 0:1) | Švédsko | BCF Arena, Fribourg Návštěvnost: 2 127 |  |

| Zpráva                                      |                                             |                 | |                                                                                |
| Šimon Hrubec (od 6. minuty) Marek Langhamer | Šimon Hrubec (od 6. minuty) Marek Langhamer | Brankáři        | Marcus Högberg | Rozhodčí: Mark Lemelin Michael Tscherrig Čároví: Eric Cattaneo Dominik Altmann |
|                                             |                                             | 0:1 0:2 0:3 0:4 | 14:03' Jesper Olofsson (Henrik Tömmernes) 26:41' Emil Heineman (Oscar Fantenberg, Klas Dahlbeck) 29:30' Oscar Fantenberg (Oscar Lindberg, Leon Bristedt) 57:38' Emil Heineman (Dennis Rasmussen) | Rozhodčí: Mark Lemelin Michael Tscherrig Čároví: Eric Cattaneo Dominik Altmann |
| 6 min                                       | 6 min                                       | Tresty          | 10 min | Rozhodčí: Mark Lemelin Michael Tscherrig Čároví: Eric Cattaneo Dominik Altmann |
| 36                                          | 36                                          | Střely          | 24 | Rozhodčí: Mark Lemelin Michael Tscherrig Čároví: Eric Cattaneo Dominik Altmann |

## Tabulka
| Poř. | Tým       | Z | V | VP | PP | P | VG | OG | B |
| ---- | --------- | - | - | -- | -- | - | -- | -- | - |
| 1.   | Švédsko   | 3 | 1 | 2  | 0  | 0 | 11 | 5  | 7 |
| 2.   | Česko     | 3 | 2 | 0  | 0  | 1 | 5  | 7  | 6 |
| 3.   | Finsko    | 3 | 1 | 0  | 1  | 1 | 9  | 8  | 4 |
| 4.   | Švýcarsko | 3 | 0 | 0  | 1  | 2 | 4  | 9  | 1 |